# Plectiscidea fuscifemur
Plectiscidea fuscifemur är en stekelart som beskrevs av Humala 2003. Plectiscidea fuscifemur ingår i släktet Plectiscidea och familjen brokparasitsteklar. Inga underarter finns listade i Catalogue of Life.